# Hartonivți, Zalișciîkî
Hartonivți (în ucraineană Хартонівці) este un sat în comuna Uhrînkivți din raionul Zalișciîkî, regiunea Ternopil, Ucraina.

## Demografie
Componența lingvistică a localității Hartonivți
     Ucraineană (100%)
Conform recensământului din 2001, toată populația localității Hartonivți era vorbitoare de ucraineană (100%).